# Alphonse Gallegos

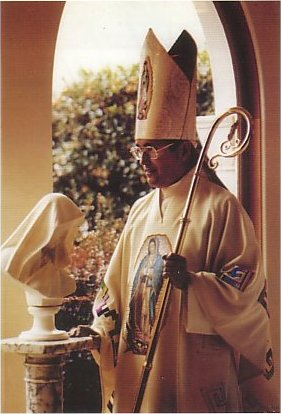
Alphonse Gallegos im Marienmessgewand

Alphonse Gallegos OAR (* 20. Februar 1931 in Albuquerque, New Mexico, Vereinigte Staaten; † 6. Oktober 1991 bei Yuba City) war ein US-amerikanischer Ordensgeistlicher und römisch-katholischer Weihbischof in Sacramento.

## Leben
Alphonse Gallegos trat der Ordensgemeinschaft der Augustiner-Rekollekten bei und empfing am 24. Mai 1958 das Sakrament der Priesterweihe. Ab 1979 war er im Bistum Sacramento tätig, wo er die Abteilung für die Angelegenheiten der Hispanics leitete.
Papst Johannes Paul II. ernannte ihn am 24. August 1981 zum Titularbischof von Sasabe und zum Weihbischof im Bistum Sacramento. Die Bischofsweihe spendete ihm der Bischof von Sacramento, Francis Anthony Quinn, am 4. November desselben Jahres. Mitkonsekratoren waren der Erzbischof von San Francisco, John Raphael Quinn, und der Erzbischof von Santa Fe, Robert Fortune Sanchez.
Gallego starb am 6. Oktober 1991 durch einen Autounfall. Er wurde zunächst auf dem St. Mary Cemetery beigesetzt.
Auf Ersuchen seiner Ordensgemeinschaft eröffnete das Bistum Sacramento am 4. Dezember 2005 das Seligsprechungsverfahren für Gallegos. Am 27. März 2010 wurden seine sterblichen Überreste in ein neues Grab in der Kirche Our Lady of Guadalupe Church in Sacramento umgebettet. Papst Franziskus erkannte ihm mit Dekret vom 8. Juli 2016 den heroischen Tugendgrad zu.